# Chondrodendron tomentosum
A Chondrodendron tomentosum (nomes comuns: curare, pareira-brava, pareira, uva-da-serra, uva-do-mato) é uma planta da família Menispermaceae, nativa do Brasil, Bolívia, Peru, Guiana, Equador, Panamá e Colômbia. Trata-se de uma trepadeira de crescimento rápido e podendo alcançar alturas de até 30 metros. Costuma ser muito grossa na base e tem folhas em forma de coração com 10 a 20 centimetros de comprimento (e quase o mesmo em largura). As folhas têm duas faces distintas, a superior é lisa a de baixo tem pequenos pêlos brancos que lhe dão o aspecto de veludo (ou tomento, daí o seu nome). Esta planta produz flores pequenas brancas que originam frutos também eles pequenos e comestíveis.

## Veneno e medicamento
É uma planta famosa por ser uma das fontes de curare, neste caso por dela se obter o alcalóide d-tubocurarina (um forte relaxante muscular). A d-tubocurarina bloqueia os receptores nicotínicos presente nos musculos, impedindo a translocação de ions através do musculo e deixando de haver a despolarização( por isso ele é considerado um bloqueador competitivo não-despolarizante) causando a sua paralisia (no caso dos pulmões asfixiamos e morremos). Os primeiros músculos a serem afectados são os dedos dos pés as orelhas e os olhos, seguidos do pescoço, braços e pernas, e por fim os pulmões. A d-tubocurarina estimula a libertação de histamina o que pode provocar a dilatação dos vasos sanguineos. 
Actualmente este químico já está mais ou menos estudado e é aplicado em anestesias e em tratamentos para o tétano onde o paciente tem espasmos musculares descontrolados.
No Brasil e no Peru é tradicionalmente usada como diurético, antipirético, sendo usada em homeopatia no tratamento de inflamações urinárias e problemas de próstata e de dismenorreia.
Os indígenas cozinham as raízes e adicionam outras plantas e animais venenosos criando uma pasta escura conhecida como ampi ou curare que usam na ponta de dardos (para usar em zarabatanas) ou lanças. O efeito do veneno é muito rápido pois é libertado directamente na corrente sanguínea, mas a morte da presa pode demorar alguns minutos caso se trate de um animal grande. De facto os indígenas avaliavam o poder do seu curare pelos saltos que um sapo dava após ser atingido; se desse mais que um salto era porque o veneno era fraco. O facto de ser usado um veneno para a caça não traz problemas visto que o curare não é absorvido pelo estômago.